# أياغو
أياغو (Iago) (/iˈɑːɡoʊ/) هي شخصية خيالية في كتاب عطيل لشكسبير (حوالي 1601-1604). أياغو هو خصم غريمالرئيسي، ولاعب شخصية عطيل. وهو زوج إميليا، الذي بدوره بدوره يصاحب زوجة عطيل ديديمونا. يكره أياغو عطيل ويضع خطة لتدميره بجعله يعتقد أن زوجته تعاني من علاقة مع ضابطه الملازم مايكل كاسيو.
يُعتقد أن الدور قد لعبه أولاً روبرت آرمين، الذي لعب أدوار المهرج الذكي مثل (Touchstone) في كما تشاء(As You Like It) أو (Feste)  في الليلة الثانية عشرة أو كما تشاء (Twelfth Night).
يتم تتبع مصدر الشخصية إلى قصة  جيوفاني باتيستا قيرالدي سينثيو ("Un Capitano Moro") في جيلي هيكوماتيثي (Gli Hecatommithi) (1565).  

## روابط خارجية
- The Romantic Iago

قالب:Othello